# بخور مريم ليبي
بخور مريم الليبي (باللاتينية: Cyclamen rohlfsianum) نوع نباتي عشبي يتبع جنس بخور مريم من الفصيلة المرسينية.

## البيئة والانتشار
موطنه المغرب العربي.